# Adra nicobarica
Adra nicobarica är en fjärilsart som beskrevs av George Francis Hampson 1926. Adra nicobarica ingår i släktet Adra och familjen nattflyn. Inga underarter finns listade i Catalogue of Life.